# Apeadero de Portuzelo
El Apeadero de Portuzelo es una infraestructura desactivada de la Línea del Duero, que servía a la localidad de Portuzelo, en el ayuntamiento de Baião, en Portugal.

## Historia
Esta plataforma se encuentra en el tramo entre las Estaciones de Juncal y Régua de la Línea del Duero, que abrió a la explotación el 15 de julio de 1879.